# ショーニー郡 (カンザス州)
ショーニー郡（英: Shawnee County）は、アメリカ合衆国カンザス州の東部に位置する郡である。人口は17万8909人（2020年）。郡庁所在地は州都トピカであり、同郡で人口最大の都市である。
ショーニー郡はジャクソン郡、ジェファーソン郡、オーセージ郡、ワボンシー郡と共にトピカ都市圏を構成している。
ショーニー郡は1855年にカンザス準州が創設した33郡の1つであり、郡名はショーニー族インディアンから採られた。

## 歴史
1854年の条約締結以前、ショーニー郡となった地域にはショーニー族、カンザ族、ポタワトミー族インディアンが住んでいた。アメリカ合衆国の西方拡張により、1830年にはフレデリック・ショトーがアメリカンチーフ・クリーク（現在のミッション・クリーク）沿いに交易基地を開いたのが最初の白人開拓地となった。ショーニー郡は1855年にカンザス準州が創設した33郡の1つであり、当時の人口は250人だった。1855年の郡委員であり、郡に関する合同委員会の委員でもあったテクムセのH・J・ストリッカー将軍が、その郡の名前にショーニーを選んだ。当時のショーニー郡はその全体がカンザス川の南にあり、南のオーセージシティやカーボンデールまでも含んでいた。準州議会はトピカ市を郡庁所在地にしたいと考え、トピカ市が郡の中央に来るように境界を変更した。
1855年にはまた、ショーニー郡理事会が初めて開催された。テクムセが最初の郡庁所在地であり、郡庁舎は1856年テクムセに開設された。その建物は40 x 50フィート (12 x 15 m) あったが、完成しなかった。1858年の住民投票でトピカ市が郡庁所在地に変更され、新しい郡庁舎は1867年に4番通りとカンザス・アベニュー角に建設された。1896年、新しく大型の郡庁舎が5番通りとヴァン・ビューレン・アベニュー角に建設された。当時の郡人口は5万人以上に達していた。1965年に7番通りとクインシー・アベニュー角に現在の郡庁舎が建設され、2代目の郡庁舎の役割は終わった。

### 地名
郡内の地名の由来について一般に下記のように言われている。
- ショーニー郡：インディアン部族名
- トピカ：ジャガイモを育てるために良い場所
- ハーフデイ・クリーク：ポタワトミー族インディアンの酋長の名前
- ミッション・クリーク：その岸に昔のコーの伝導所があった
- ブラックスミス・クリーク：コーの鍛冶屋があった
- ソルジャー・クリーク：その岸が、レブンワース砦からライリー砦に向かう兵士達にとって都合の良いキャンプ場だった

## 法と政府
ショーニー郡はアルコールを禁じる、すなわち「ドライ」の郡だったが、1986年にカンザス州憲法が修正され、住民は投票で個人が嗜むアルコール飲料の販売を承認した。ただし、食料販売量の30％までという制限が付いた。この制限は1994年の住民投票で撤廃された。

## 政治
2008年アメリカ合衆国大統領選挙で、共和党候補のジョン・マケインは、民主党候補のバラク・オバマを49.05% 対 48.77%、僅か241票差で破り、ショーニー郡を制した。

## 地理
アメリカ合衆国国勢調査局に拠れば、郡域全面積は556.32平方マイル (1,440.9 km2)であり、このうち陸地は549.82平方マイル (1,424.0 km2)、水域は6.50平方マイル (16.8 km2)で水域率は1.17％である。ショーニー郡はカンザス州の北東部にあり、ミズーリ川西の郡では3列目、ネブラスカ州境からは約54マイル (86 km) に位置している。北にジャクソン郡、北と東にジェファーソン郡、東にダグラス郡、南にオーセージ郡、西にワボンシー郡とポタワトミー郡と接している。郡の幅と長さはいずれも24マイル (38 km) 未満である。第2標準緯線が郡の北半分を通っている。
1855年に郡が作られたとき、北の境界はカンザス川、南の境界は現在よりも9マイル (14 km) 南にあった。1860年2月23日、準州議会は郡の南にオーセージ郡を創設し、北側境界を川よりも数マイル北（第2標準緯線）に移動させた。現在の北側境界は第2標準緯線より6マイル (10 km) 北にあり、1868年に設定された。
カンザス川は郡内中央のすぐ北で東に流れ、その北岸にはロスビル、シルバーレイク、メノケンおよびソルジャーの郡区があり、南岸にはドーバー、ミッションおよびテクムセの郡区がある。トピカ市は主にカンザス川の南にある。現在はほとんど水流が無いが、郡内の灌漑に使われている。カンザス川に注ぐクリークとしては、クロス、ソルジャー、ミッション、インディアン、およびシャンガナンガの各クリークがある。東と北東に流れるワカルーサ川はダグラス郡北東部でカンザス川に合流する。オーバーン郡区に水源があり、オーバーン南部、ウィリアムズポート、モンマス各郡区に水を供給している。これに注ぐ支流が3郡区の水系を形成している。
土壌は肥沃で黒いローム層であり、厚みは低地の15フィート (4.5 m) ある所から、1ないし3フィート (0.3 - 0.9 m) の高台プレーリーを覆う表層まで変化している。地下層は石灰岩である。粘土層が積み上げられている。石炭があちこちで発見され、トピカ、ソルジャーおよびメノケンの地元で使うために少量が採掘されている。
西側境界の景観はワボンシー郡に入ってさらに西数マイルまでフリントヒルズの丘陵が続く。郡内最高点のバーネットマウンドがトピカの南西部にある。この土地は州と郡の測量によって「低地31％、高地69％、森林8％、プレーリー92％」と記されている。樹木は川やクリークに沿って見られるが、森にはなっていない。樹種はニレ、ハコヤナギ、クログルミ、オーク、セイヨウカジカエデ、トネリコバカエデ、ヒッコリー、セイヨウトネリコである。

### 隣接する郡
- ジャクソン郡 - 北
- ジェファーソン郡 - 北東
- ダグラス郡 - 南東
- オーセージ郡 - 南
- ワボンシー郡 - 西
- ポタワトミー郡 - 北西

### 国立保護地域
- ブラウン対教育委員会事件国立歴史史跡

## 人口動態

2000人口ピラミッド

以下は2000年国勢調査による人口統計データである。
| 基礎データ - 人口: 169,871人 - 世帯数: 68,920 世帯 - 家族数: 44,660 家族 - 人口密度: 119人/km2（309人/mi2） - 住居数: 73,768軒 - 住居密度: 52軒/km2（134軒/mi2） 人種別人口構成 - 白人: 82.89% - アフリカン・アメリカン: 9.03% - ネイティブ・アメリカン: 1.17% - アジア人: 0.95% - 太平洋諸島系: 0.04% - その他の人種: 3.20% - 混血: 2.72% - ヒスパニック・ラテン系: 7.26% 年齢別人口構成 - 18歳未満: 25.3% - 18-24歳: 8.8% - 25-44歳: 28.4% - 45-64歳: 23.7% - 65歳以上: 13.7% - 年齢の中央値: 37歳 - 性比（女性100人あたり男性の人口） - 総人口: 93.8 - 18歳以上: 90.0 | 世帯と家族（対世帯数） - 18歳未満の子供がいる: 30.7% - 結婚・同居している夫婦: 49.6% - 未婚・離婚・死別女性が世帯主: 11.6% - 非家族世帯: 35.2% - 単身世帯: 29.8% - 65歳以上の老人1人暮らし: 10.0% - 平均構成人数 - 世帯: 2.39人 - 家族: 2.98人 収入と家計 - 収入の中央値 - 世帯: 40,988米ドル - 家族: 51,464米ドル - 性別 - 男性: 35,586米ドル - 女性: 26,491米ドル - 人口1人あたり収入: 20,904米ドル - 貧困線以下 - 対人口: 9.6% - 対家族数: 6.3% - 18歳未満: 12.3% - 65歳以上: 7.1% |

## 芸術と文化

### 見どころ
- カンザス州会議事堂。トピカ市中心街にあり、1866年から1903年にかけて建設された。カンザス州議会が入っている。
- トピカ動物園。トピカ市のゲイジ公園にある。鷲の群れで有名である。
- トラックヘンジ。トピカのビラード空港の東2マイル (3 km) にあるレスマン農園、大衆芸術公園の一部である。
- ショーニー湖。トピカ市南東部にあり、遊技場、水泳用の湖浜、散歩道、18ホールのゴルフコース、キャンプ場などがある。

## 教育

### 統一教育学区
- コーバレー USD 321 - ウィラードとロスビルを管轄[7]
- ワボンシーイースト USD 330 - ドーバーを管轄[8]
- ジェファーソンウェスト USD 340[9]
- シーマン USD 345 - エルモントとトピカ北部を管轄[10]
- シルバーレイク USD 372 - シルバーレイクを管轄[11]
- サンタフェ・トレイル USD 434 [12]
- オーバーン・ウォッシュバーン USD 437 - オーバーン、ワカルーサ、ポーリン、トピカ西部と南西部を管轄[13]
- ショーニーハイツ USD 450 - テクムセ、ベリートン、トピカ東部と南東部を管轄[14]
- トピカ公立学校 USD 501 - トピカ中心部を管轄[15]

### カレッジと大学
- ウォッシュバーン大学
- ベセル・バイブル・カレッジ、閉校
- カレッジ・オブ・ザ・シスターズ・オブ・ベサニー、閉校

### 職業訓練校
- コー地域技術学校

### 公共図書館
- トピカ・アンド・ショーニー郡公共図書館

## 交通
州間高速道路70号線が郡内を通っており、またカンザス・ターンパイクもある。アメリカ国道75号線は南北に、同40号線と24号線は東西に走っている。カンザス州道4号線がドーバーからトピカを抜けて南西隅に走り、カンザス川を渡ってジェファーソン郡北部に入る。
航空州軍の基地と空港であるフォーブス飛行場がトピカの南、ポーリン近くにある。アレジアント航空が州2回、ネバダ州ラスベガスに飛んでいる。トピカのオークランド地区にはフィリップ・ビラード市民空港がある。

## 都市と町

### 法人化された都市
都市名の後の数字は2010年国勢調査での人口を示す。
- トピカ, 127,473 - 郡庁所在地
- シルバーレイク, 1,439
- オーバーン, 1,227
- ロスビル, 1,151
- ウィラード, 92

## その他の町
- ベリートン
- ドーバー
- エルモント
- キロ
- モンタラ
- ポーリン
- テクムセ
- ワカルーサ
- ワトソン

### ゴーストタウン
- リッチランド

## 郡区
ショーニー郡は12の郡区に分けられている。カンザス川の北岸にソルジャー、メノケン、シルバーレイク、グローブおよびロスビルの各郡区が並び、南岸にはテクムセ、トピカ、ミッションおよびドーバーがある。モンマス、ウィリアムズポート、およびオーバーンの各郡区はワカルーサバレーにある最も南側の並びである。トピカ市は第1級の都市として郡区から独立しており、郡区の統計数字からは除外されている。トピカ市は郡面積の10％以上を占め、人口はカンザス州の都市の中で第4位である。郡内には5つの法人化都市があるがトピカ以外の4都市、すなわちオーバーン、ロスビル、シルバーレイク、ウィラードは第3級の都市である。
テクムセ郡区は1855年に設立された最初の2郡区の1つであり、カンザス川の南、ワカルーサ川まで全てに広がっていた。もう1つの初期郡区であるヨクムは郡政委員のウィリアム・ヨクムに因んで名付けられ、ワカルーサ川より南の地域を含んでいた。トピカ（1857年）およびモンマス（1860年）郡区の創設により、テクムセ郡区は現在の大きさになり、カンザス川から南北に約7マイル (11 km)、郡東側境界から東西に7マイル弱となった。郡区西部の小部分がトピカ市に併合され、面積は36平方マイル (93 km2) となった。郡区内には未編入の町であるテクムセ、スペンサー、ワトソンが入っている。テクムセという名前はショーニー族の酋長テクムセから採られている。
トピカ郡区は1857年にテクムセ郡区西部から切り出された。その後新しい郡区の創設とトピカ市による併合によって、領域はかなり削られた。現在の面積は12平方マイル (31 km2) であり、南北に約3マイル (5 km)、東西に約5マイル (8 km)となっている。未編入のポーリンの町がある。
モンマス郡区は郡の南東隅にあり、面積は56平方マイル (145 km2) である。南北に8マイル (13 km)、東西に7マイル (11 km) である。ベリートンの町が含まれている。郡区南東隅にあったリッチランドの町は1960年代後半にアメリカ陸軍工兵司令部に買収され、人造湖のクリントン湖の一部とされた。1974年までに町は明け渡され、残っていた建物も間もなく解体された。
1860年に創設されたウィリアムズポート郡区はペンシルベニア州ウィリアムズポートに因んで名付けられた。面積は41平方マイル (106 km2) であり、郡の南側境界の北に南北6マイル (10 km)、東西7マイル (11 km) あり、モンマスとオーバーンの各郡区に挿まれている。ワカルーサとカレンビレッジの町があり、フォーブス飛行場の大部分も入っている。
面積56平方マイル (145 km2) のオーバーン郡区は郡南西隅にある。南北6マイル (10 km)、東西10マイル (16 km) あり、オーバーン市が入っている。
ドーバー郡区は1867年にオーバーン郡区の北側から分離し、ニューハンプシャー州ドーバーに因んで名付けられた。カンザス川の南岸に南北12マイル (19 km)、郡西部境界から東西に6マイル (10 km) であり、面積は57平方マイル (148 km2) ある。ウィラード市およびドーバー、バレンシアの各町が入っている。
ミッション郡区は1871年にドーバーとトピカ各郡から部分を合わせて設立された。その後郡北東部はトピカ市に併合された。面積は32平方マイル (83 km2)、南北は8マイル (13 km)、東西は6マイル (10 km) である。郡区内には多くの小区分があり、またシャーウッド湖もある。
ソルジャー郡区は1860年の郡領域変更に続いて組織化され、1868年にシルバーレイク郡区が創設されるまで、カンザス川より北の領域を全て含んでいた。南部はトピカ市に併合された。面積は63平方マイル (163 km2)、南北は郡北部境界から10マイル (16 km)弱、東西は郡東部境界から8マイル (13 km) である。エルモントの町が含まれている。
シルバーレイク郡区は、1868年に郡北部境界が変更された後で、ソルジャー郡区の西部から切り出された。西にロスビル郡区（1871年）、東にメノケン郡区（1879年）、北にグローブ郡区（1918年）が設立されて郡区の領域が小さくなった。現在の面積は18平方マイル (47 km2)、南北はカンザス川より北に5マイル (8 km)、東西は5マイル (8 km) である。シルバーレイク市を含み、その名前は市の近くにある三日月型の湖から採られている。
ロスビル郡区は郡北西部隅にあり、1871年にシルバーレイク郡区の西部から設立された。面積は52平方マイル (135 km2)、南北はカンザス川より北に9マイル (14 km)、東西は7マイル (11 km) である。ロスビル市が含まれている。その名前はアメリカ合衆国上院議員エドマンド・G・ロスの兄弟、ウィリアム・W・ロスに因んで名付けられた。
メノケン郡区は1879年にシルバーレイク郡区の東部が分離して創設された。面積は45平方マイル (117 km2)、南北はカンザス川より北に11マイル (18 km)弱、東西は5マイル (8 km) 弱である。その名前はインディアンの言葉で「成長する」あるいは「成長のための場所」を意味するものから得られた。
グローブ郡区は最も新しい郡区である。1918年にシルバーレイク郡区の北部が分離して創設された。唯一の町グローブが僅かに残っている。面積は30平方マイル (78 km2)、南北は郡北部境界より南に6マイル (11 km)、東西は5マイル (8 km) である。メノケン、ロスビル各郡区の間に位置している。
トピカ市は「政治的に独立」と見なされ、下記郡区の数字からは外されている。下表で「人口中心」は最大都市であり、特に大きな数字でなければ、郡区の人口に含まれるものである。
| 郡区 | FIPSコード | 人口中心       | 人口   | 人口密度 /km2 (/sq mi) | 陸地面積 km2 (sq mi) | 水域 km2 (sq mi) | 水域率(%) | 座標                                                              |
| --- | ---------- | -------------- | ------ | ---------------------- | -------------------- | ---------------- | --------- | ----------------------------------------------------------------- |
| オーバーン                                                                                              | 03275      | オーバーン     | 2,787  | 19 (50)                | 143 (55)             | 2 (1)            | 1.28%     | 北緯38度54分13秒 西経95度49分54秒 / 北緯38.90361度 西経95.83167度 |
| Dドーバー                                                                                               | 18475      | ウィラード     | 1,734  | 12 (31)                | 146 (56)             | 2 (1)            | 1.11%     | 北緯39度1分33秒 西経95度54分1秒 / 北緯39.02583度 西経95.90028度   |
| グローブ                                                                                                | 29075      |                | 473    | 6 (16)                 | 78 (30)              | 0 (0)            | 0.17%     | 北緯39度10分16秒 西経95度51分47秒 / 北緯39.17111度 西経95.86306度 |
| メノケン                                                                                                | 45850      |                | 1,371  | 12 (31)                | 116 (45)             | 1 (0)            | 1.00%     | 北緯39度8分3秒 西経95度46分17秒 / 北緯39.13417度 西経95.77139度   |
| ミッション                                                                                              | 47275      |                | 9,070  | 111 (287)              | 82 (32)              | 2 (1)            | 2.58%     | 北緯39度0分22秒 西経95度47分2秒 / 北緯39.00611度 西経95.78389度   |
| モンマス                                                                                                | 47700      | ベリートン     | 2,786  | 19 (49)                | 148 (57)             | 0 (0)            | 0.08%     | 北緯38度55分41秒 西経95度35分10秒 / 北緯38.92806度 西経95.58611度 |
| ロスビル                                                                                                | 61425      | ロスビル       | 1,681  | 13 (33)                | 133 (51)             | 1 (1)            | 1.07%     | 北緯39度8分55秒 西経95度57分56秒 / 北緯39.14861度 西経95.96556度  |
| シルバーレイク                                                                                          | 65625      | シルバーレイク | 1,949  | 42 (109)               | 46 (18)              | 1 (0)            | 2.55%     | 北緯39度6分9秒 西経95度51分42秒 / 北緯39.10250度 西経95.86167度   |
| ソルジャー                                                                                              | 66225      |                | 12,867 | 79 (204)               | 163 (63)             | 1 (0)            | 0.49%     | 北緯39度8分37秒 西経95度40分7秒 / 北緯39.14361度 西経95.66861度   |
| テクムセ                                                                                                | 70100      | テクムセ       | 7,822  | 86 (224)               | 91 (35)              | 2 (1)            | 2.16%     | 北緯39度1分33秒 西経95度35分26秒 / 北緯39.02583度 西経95.59056度  |
| トピカ                                                                                                  | 71025      | ポーリン       | 931    | 32 (84)                | 29 (11)              | 1 (1)            | 4.89%     | 北緯38度59分43秒 西経95度39分42秒 / 北緯38.99528度 西経95.66167度 |
| ウィリアムズポート                                                                                      | 79350      | ワカルーサ     | 4,023  | 38 (99)                | 105 (41)             | 0 (0)            | 0.29%     | 北緯38度55分48秒 西経95度41分19秒 / 北緯38.93000度 西経95.68861度 |
| Sources: “Census 2000 U.S. Gazetteer Files”. U.S. Census Bureau, Geography Division. 2012年4月1日閲覧。 |            |                |        |                        |                      |                  |           |                                                                   |